# Ironman
Ironman (amerikanische Aussprache: ['aɪərnˌmæn], britische Aussprache: ['aɪənˌmæn], im Deutschen abweichende Aussprache: ['aɪʁənˌmɛn]) ist ein geschützter Markenname von Triathlon-Wettkämpfen, dessen Rechte bei der World Triathlon Corporation als Tochterunternehmen des US-amerikanischen Medienunternehmens Advance Publications und dem Investmentunternehmen Orkila Capital liegen. Vorbesitzer war die chinesische Wanda Group. Die World Triathlon Corporation ist weltweiter Marktführer unter den Triathlonveranstaltern.
Als Deonym wird der Begriff umgangssprachlich teilweise auch verallgemeinernd für Langdistanz-Triathlon-Wettbewerbe genutzt bzw. deren Distanz von 3,862 km (2,4 Meilen) Schwimmen, 180,246 km (112 Meilen) Radfahren und einem Marathonlauf über 42,195 km (26,219 Meilen) als Ironmandistanz bezeichnet.

## Geschichte und Organisation

### Geschichte
Die wörtliche Übersetzung von Ironman lautet „eiserner Mann“. Der erste Wettbewerb über die Langdistanz im Triathlon fand 1978 auf Hawaii statt.

“Whoever finishes first, We’ll call him the Ironman.”

„Wer auch immer zuerst ins Ziel kommt, wir werden ihn Ironman nennen.“

### 40 Years of Dreams – 2018
Ausgehend vom ersten Ironman Hawaii am 18. Februar 1978 gibt es heute weltweit 154 Rennen in 53 Ländern.
Im Mai 2018 wurden Meredith Kessler und Mark Allen anlässlich des Ironman-Jubiläums 40 Years of Dreams (1978–2018) als «Greatest American Triathlete of All Time» ausgezeichnet.

### Organisation
1990 verkaufte Valerie Silk, die den Ironman Hawaii seit 1981 verantwortete, die Veranstaltung inklusive der Rechte an dem Markenzeichen „Ironman“, das sie für 75 USD von einem Grafiker hatte entwerfen lassen, für rund 3 Millionen USD an James P. Gills, einen Augenarzt aus Florida und Triathlet der ersten Stunde, und dessen Firma World Triathlon Corporation (WTC).
Bis zu diesem Zeitpunkt hatte Silk alleine in den USA ein Netzwerk aus 21 Qualifikations-Wettkämpfen (unter unterschiedlichsten Namen überwiegend über kürzere Distanzen wie z. B. Wildflower Triathlon, Vineman Half, Muskoka Half, Eagleman Half, Gulf Coast Half, Desert Sun Half u. a.), 100 US-Amerikaner pro Jahr erhielten ihren Startplatz über eine seit 1983 bestehende Lotterie. 4000 Amerikaner hatten 1989 um einen Startplatz in Hawaii gewetteifert.

Außerhalb der USA war zu diesem Zeitpunkt eine Qualifikation beim Ironman New Zealand (seit 1985), beim Japan Long Distance Triathlon am Lake Biwa (seit 1985), beim Ironman Canada in Penticton (seit 1986), beim Ironman Australia in Forster (seit 1988) und beim Ironman Europe im fränkischen Roth (seit 1988) möglich. 1992 wurde David Yates CEO der WTC, 1998 löste ihn Lew Friedland ab.

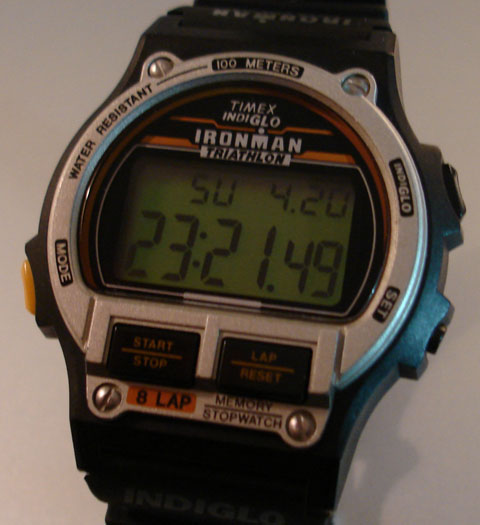
Der Hersteller Timex vertreibt bereits seit 1986 Sportuhren mit dem Markenzeichen Ironman.

2003 nahmen weltweit 40.000 Menschen an Wettkämpfen, die Lizenzgebühren für das M-Dot-Logo an Gills’ World Triathlon Corporation zahlten, teil und entrichteten dafür durchschnittlich 375 USD Startgeld.
Der ursprüngliche Wettkampf hatte sich zum Lifestyle entwickelt:
- Timex verkaufte 60 verschiedene Varianten von Uhren mit dem Ironman-Logo. Fünfzehn verschiedene Sonnenbrillen aus dem Sortiment von Foster Grant zierten das M-Dot-Signet.
- Twinlab stellte Ironman-Energieriegel in mindestens sechs verschiedenen Geschmacksrichtungen her.

Wo man in einem Sportgeschäft auch hinschaute, sprang einem das Ironman-Logo ins Auge.
Lew Friedland verließ die World Triathlon Corporation als CEO, Jim Gills bat sieben Kandidaten, einen Business Plan für die Weiterentwicklung seines Unternehmens WTC auszuarbeiten. Ben Fertic, ein IT-Berater und erfolgreicher Teilnehmer des Ironman Hawaii 1996, überzeugte mit seinem Konzept und wurde neuer CEO.
Im Jahr 2008 nahmen bereits weltweit 88.000 Menschen an Wettkämpfen mit dem M-Dot-Logo teil.
Der Anstieg der Startgebühren in den fünf Jahren um 40 % störte nicht: Rennen waren oft innerhalb von Minuten ausgebucht. Laut Angaben der WTC beträgt das Jahreseinkommen seiner Teilnehmer durchschnittlich rund 160.000 USD. Die Lotterie, über die 200 Startplätze vergeben wurden, hatte 2007 über 8000 Teilnehmer, eine Handvoll Startplätze, die in einer Benefiz-Auktion über eBay versteigert wurden, erzielten jeweils mehr als 40.000 USD. Zusätzlich zu den Ironman-Rennen wurde mit Ironman 70.3 ein neues Format über die Hälfte der klassischen Hawaii-Distanz mit 2007 bereits 27 Events weltweit platziert.
2008 verkaufte Jim Gills die World Triathlon Corporation an die Investmentgesellschaft Providence. Als Kaufpreis war von 50 bis 80 Millionen USD die Rede. Neue Strategie wurde, nicht mehr nur das Recht zur Nutzung des Markenzeichens gegen die Zahlung von Lizenzgebühren an unabhängige Veranstalter zu vergeben, sondern Veranstaltungen selbst zu organisieren. Viele der bisherigen Lizenznehmer wurden in der Folge von der WTC aufgekauft.
Seit Mai 2011 ist Andrew Messick, zuvor Präsident von AEG sports, neuer Geschäftsführer der WTC.
2014 schüttete die WTC eine Dividende von 220 Millionen USD an ihre Eigner aus, nahm hierzu allerdings einen Kredit in Höhe von 240 Millionen USD auf.
Im August 2015 wurde der Kauf der WTC inklusive der Rechte an den Marken Ironman und Ironman 70.3 für 650 Millionen USD durch die chinesische Wanda Group bekannt gegeben.
Anschließend wurde die WTC gemeinsam mit Infront Sports & Media in das neu gegründete Unternehmen Wanda Sports integriert. Präsident und CEO von Wanda Sports wurde Philippe Blatter, der Neffe des suspendierten FIFA-Präsidenten Sepp Blatter war wiederholt mit dem Vorwurf von Nepotismus und illegalen Absprachen u. a. bei Vergaben des Weltfußballverbands konfrontiert. Der operative Hauptsitz des Unternehmens liegt in Zug in der Schweiz.
Auf Kritik u. a. durch den Initiator des Ironman Germany, Kurt Denk, stieß die Entlassung von Europachef Thomas Dieckhoff, die im Widerspruch zur ursprünglichen Aussage, am bewährten WTC-Management festhalten zu wollen, stand.
Im März 2020 wurde der Kauf der WTC inklusive der Rechte an den Marken Ironman und Ironman 70.3 für 730 Millionen USD durch das US-amerikanische Medienunternehmen Advance Publications verlautbart.

### Regelwerk und Verhältnis zur ITU
Seit 1982, als die ersten Teilnehmer von außerhalb den USA zum Ironman Hawaii zugelassen wurden, wurde der Ironman Hawaii unter dem Begriff Ironman World Championship ausgerichtet.
Auch andere Veranstalter wie z. B. die IMG mit ihrem Triathlon Longue Distance de Nice nutzten den Begriff „World Championship“ zur Vermarktung: ein weltweiter Dachverband, der die Ausrichtung von Weltmeisterschaften offiziell vergab, wurde erst 1989 gegründet. Während sich Valerie Silk noch aktiv an den Gesprächen im Vorfeld der Gründung der ITU eingebracht hatte, war seit der Übernahme durch Gills das Verhältnis der WTC und der International Triathlon Union (ITU) als weltweitem Dachverband zur Vereinheitlichung des Reglements lange von Auseinandersetzungen gekennzeichnet.
Die ITU war 1989 auch auf Initiative des an der Aufnahme der boomenden Sportart Triathlon in das olympische Programm interessierten IOC gegründet worden.
Zu den Kriterien, die das IOC als Voraussetzung für eine Aufnahme von Triathlon in das olympische Wettkampfprogramm verlangten, gehörten auch eine Harmonisierung des Regelwerks, so dass die ITU Gespräche mit den Veranstaltern selbsternannter World Championships führte. WTC-CEO David Yates schlug aber den 1992 von der ITU unterbreiteten Vorschlag, den Ironman Hawaii für zehn Jahre zu einer offiziellen Weltmeisterschaft zu machen, um diese ab dann alljährlich auch durch andere Veranstalter ausrichten zu lassen, aus: „Wir waren zuerst da“. Ein mit organisatorischem Durcheinander verbundenes Image befürchtend drohte die ITU daraufhin 1995, alle Athleten, die beim Ironman Hawaii mit dessen selbstvergebenem Titel „World Championship“ starten würden, für ITU-Rennen zu sperren. Als sich die ITU 1998 in einer existentiellen Krise befand – die Weltcup-Serie konnte nur mittels eines über einen Kredit der IOC finanzierten Rückkauf von an ein australisches Unternehmen vergebene Vermarktungsrechte fortgeführt werden, Sponsoren fehlten und mit dem Veranstalter eines International Triathlon Grand Price lief ein teurer Rechtsstreit – nutzte die WTC die Gunst der Stunde und klagte.
Es kam zu dem Kompromiss, die WTC sei berechtigt, ihr eingetragenes Warenzeichen „Ironman Triathlon World Championship“ zu verwenden, ohne damit allerdings den Anspruch zu erheben, dies im Sinne einer von einem sportlichen Dachverband regulierten Weltmeisterschaft zu betrachten.
Entsprechend ist sportrechtlich der Status des Ironman Hawaii der einer regionalen, alljährlich durch den amerikanischen Dachverband USAT zu genehmigenden Veranstaltung, europäische Triathleten haben bei einer Teilnahme am Ironman Hawaii obligatorisch eine Tageslizenz zu lösen.
2005 kündigt die WTC ein eigenes Regelwerk abweichend von dem des amerikanischen Triathlonverbandes USAT u. a. mit einer Aufweichung der Draftingregel an.
Die ITU beschloss daraufhin – auch wegen der fehlenden Anerkennung der Anti-Doping-Bestimmungen der WADA durch die WTC – weltweit keine Veranstaltungen der WTC mehr zu genehmigen. Im April 2006 hob der Internationale Sportgerichtshof aber die Sanktionen auf und bestätigte die Gültigkeit der Vereinbarung von 1998, wobei die WTC aus dieser auch das Recht andere Veranstaltungen wie z. B. den Ironman Germany als „Ironman European Championship“ zu vermarkten ableiten dürfe – ohne dass dieser dadurch allerdings eine offizielle Meisterschaft darstelle. Es gingen noch einige Jahre ins Land, bis 2014 Gespräche über eine Harmonisierung des Regelwerks (z. B. ab wann Neoprenanzüge erlaubt sind oder Windschattenfahren bestraft wird sowie die Art der Strafe (Verwarnung, Zeitstrafe, Disqualifikation)) begannen.
Nach Gesprächen im Januar 2017 einigten sich die ITU und WTC auf eine Verstärkung der Zusammenarbeit in vielen Punkten.
- ITU als federführender, internationaler Verband im Triathlon
- Ironman-Events werden durch die ITU offiziell lizenziert
- Vereinheitlichung der Anti-Doping-Bemühungen
- Ausarbeitung von ITU-Wettkampfregeln für den Triathlon auf der Langdistanz mit Einführung ab 2018

Ein Ironman über die Langdistanz besteht aus einer Schwimmdistanz von 3,862 km (2,4 Meilen), einer Radfahretappe von 180,246 km (112 Meilen) und einem Marathonlauf (42,195 km; 26,219 Meilen), die direkt hintereinander ausgetragen werden. Die Rennserie umfasst aktuell 39 Wettbewerbe (Stand: März 2018).
Ab dem 17. März 2025 wird auf der Langdistanz die Zeitstrafe für das Windschattenfahren von fünf auf drei Minuten reduziert und auf der Mitteldistanz verringert sich für Athleten bei einem Regelverstoß die Zeitstrafe von fünf auf zwei Minuten.

### Verhältnis zu Wettbewerbern
Bis zum Ende der 1990er-Jahre trugen weltweit zahlreiche Veranstaltungen dem Begriff „Ironman“ ähnlich klingende Bezeichnungen im Veranstaltungsnamen, ohne allerdings einen Zusammenhang zur WTC zu haben. So wurde beispielsweise bis 2002 in Kulmbach der „Ironmönch“ ausgetragen. Mit Bezug auf ihr eingetragenes Warenzeichens untersagte die WTC dies allerdings anderen Veranstaltern. So gibt es z. B. in Deutschland den Challenge Roth, den Ostseeman in Glücksburg und den Köln-Triathlon sowie in Österreich seit 1988 den Austria-Triathlon in Podersdorf.
Weltweit größter Konkurrent der WTC ist die Challenge Family mit einer Vielzahl von Wettkämpfen auf der Lang- und Halbdistanz. Die Serie geht auf den Challenge Roth, der bis 2001 noch unter dem damaligen Veranstaltungsnamen Ironman Europe Lizenzgebühren für ihr Markenzeichen an die WTC zahlte und bereits damals größter Langdistanz-Triathlon weltweit mit einer sechsstelligen Zuschauerzahl vor Ort, bis zu 4000 Anmeldungen für 2700 Startplätze sowie hoher Medienpräsenz war. Nachdem die Rother Veranstalter eine Fortsetzung des Lizenzvertrags, für den die WTC höhere Gebühren, eine Reduzierung der Startplätze in Roth sowie Änderungen am Wettkampfmodus forderte, abgelehnt hatten, setzte die WTC selbst sowie über ihre Lizenzpartner Mittel eines Verdrängungswettbewerbs gegen den Challenge Roth ein.
Beispielsweise sorgte der Ironman Germany in Frankfurt als neuer Lizenzpartner der WTC bereits im Vorfeld der zweiten Austragung 2003 für Aufruhr, als er den traditionellen Rother Termin am zweiten Juli-Sonntag für sich beanspruchte. Gleichzeitig warb Frankfurt zuvor auf Pressekonferenzen als Top-Starter in Roth präsentierte Athleten wie Thomas Hellriegel, Markus Forster und Stefan Holzner ab. 2008 lockte Frankfurt Chris McCormack, zuvor fünfmal in Folge in Roth gestartet, mit 100.000 € Antrittsgeld zusätzlich zur Siegprämie. 2010 installierte die WTC nur rund einhundert Kilometer von Roth entfernt in Regensburg einen zweiten deutschen Ironman-Wettkampf – der allerdings bereits nach der dritten Austragung wieder eingestellt wurde und ab 2016 als Challenge Regensburg läuft. 2012 fanden Challenge Roth und Ironman Germany dann am gleichen Tag statt – die Frankfurter Rundschau verglich dies mit einer Austragung von EM-Endspiel und Champions-League-Finale im Fußball am gleichen Tag.
2012 kaufte die WTC USM Events, als Lizenzpartner der Challenge Family Veranstalter der Challenge Cairns in Australien, wenige Monate vor dem Wettkampf, der zu diesem Zeitpunkt schon fast ausgebucht war, trotz bestehender Verträge mit der Challenge Family und machte daraus den Ironman Cairns.
Zu den beliebtesten Wettkämpfen unter dem Markenzeichen der WTC zählte der Ironman Canada in Penticton als traditionsreichster Hawaii-Qualifier außerhalb der USA (Neuseeland und Japan starteten zwar zwei Jahre früher, wechselten aber zwischenzeitlich den Austragungsort): die bis zu 3200 Startplätze für das Folgejahr wurden jeweils vollständig direkt vor Ort vergeben, eine Online-Anmeldung war nicht möglich. Veranstalter war seit 1996 der Kanadier Graham Fraser mit seiner Firma North American Sports (NA Sports). Im Mai 2012 verkaufte Fraser den Ironman Canada an die WTC, wobei die für die ordnungsrechtliche Genehmigung verantwortliche Stadt Penticton ein außerordentliches Kündigungsrecht im Falle einer Veräußerung an Dritte bezüglich ihres mit Fraser geschlossenen Vertrags wahrnahm und die Veranstaltung seit 2013 weiter unter dem Namen Challenge Penticton ausrichtet. Auch hier folgte ein Verdrängungswettbewerb durch die WTC, die im flächenmäßig zweitgrößten Staat der Erde einen neuen Wettkampf – diesmal selbst organisiert – im rund 500 km entfernten Whistler aufbaute. Zwischenzeitlich war sogar eine Ausrichtung 60 km nördlich von Penticton im Gespräch. Die neue Veranstaltung unter dem Namen der bisherigen erforderte zwar eine komplette Neuplanung von Wettkampfstrecken und Infrastruktur sowie eine Neu-Rekrutierung der Freiwilligen, deren Zahl in Penticton rund 4000 betrug, bot aber für die Athleten außerhalb der Region den Vorteil, näher am Vancouver International Airport gelegen zu sein, der stärker frequentiert ist als der Flughafen in der Nähe von Penticton.
Während die WTC Fraser für Penticton 2012 nur 50 Qualifikationsplätze für den Ironman Hawaii zur Verfügung gestellt hatte, bot sie dann in Whistler 2013 einhundert Qualifikationsplätze an. Mitte August 2012 war für den Challenge Penticton das Veranstaltungsdatum sowie das Preisgeld in Höhe von 61.500 USD für 2013 bekanntgegeben worden. Die WTC gab sechs Wochen später bekannt, ihre neue Veranstaltung in Whistler am exakt gleichen Datum 2013 auszurichten sowie das Preisgeld von zuvor 25.000 USD in Penticton auf 75.000 USD anzuheben.
Obwohl die WTC gleichzeitig die Teilnahmegebühren für die Athleten von zuvor 675 USD für Penticton 2012 auf 625 C$ für Whistler 2013 reduzierte (der Umrechnungskurs USD zu C$ lag im November 2012 bei ca. 1:1), sanken die Teilnehmerzahlen deutlich gegenüber früheren Jahren um rund ein Drittel in Whistler 2013 gegenüber zuvor in Penticton, 2014 nochmals um weitere 12 %. Im Mai 2014 kaufte die WTC Lifesport Properties Inc, Veranstalter der Subaru Western Triathlon Series im westlichen Kanada und baute hieraus die Ironman Western Canada Series mit den jeweils nur unweit von Penticton entfernten Triathlon-Wettkämpfen in Shawnigan Lake, Vancouver, Victoria (alle British Columbia), Saskatoon (Saskatchewan) und Banff (Alberta) sowie dem Ironman Canada als Höhepunkt auf.
Außerdem wurde 2015 das Preisgeld um weitere 25.000 USD auf 100.000 USD angehoben.
Weitere Veranstalter von zur Challenge Family gehörenden Wettkämpfen wurden von der WTC aufgekauft und unter deren Label fortgeführt: Im Juni 2013 kaufte die WTC die YWC Sports ApS, zuvor als Veranstalter der Wettkämpfe Challenge Aarhus und Challenge Copenhagen Lizenzpartner der Challenge Family, um auch diese Rennen unter ihrem Label weiterzuführen.
Im Oktober 2013 kaufte die WTC Sports Promotion UG als bisherigen Ausrichter der Challenge Kraichgau sowie Challenge Rügen Sports Promotion UG als Veranstalter der Challenge Rügen und führte diese als Ironman 70.3 Kraichgau bzw. Ironman 70.3 Rügen fort. Björn Steinmetz, zuvor wichtigster Partner der Challenge Family beim Aufbau ihrer Serie, wechselte als neuer Europa-Geschäftsführer zur WTC. Im Mai 2014 gab die WTC bekannt, die Tritlon Spain SL – zuvor als Veranstalter der Half-Challenge Barcelona im Frühjahr sowie der Challenge Barcelona-Maresme im Herbst Lizenzpartner der Challenge Family – aufgekauft zu haben.
Ende 2014 erfolgte der Kauf von Optimum Sports Events, bis dahin Veranstalter der Challenge Vichy in Frankreich, durch die WTC.
Im Dezember 2014 kündigte die Challenge Family eine Challenge Triple Crown Serie in Dubai (Februar), Oman (August) sowie dem Abschluss am 5. Dezember 2015 in Bahrain an, 300.000 USD Preisgeld pro Wettkampf sowie 1 Mio. USD für den Sieger aller drei Wettkämpfe erwarteten die Athleten. Im Juni 2015 kündigte die WTC daraufhin die Ausrichtung des Ironman 70.3 Bahrain am gleichen Datum auf der 48 km langen und 16 km breiten Hauptinsel des Königreichs an, worauf Challenge Family zunächst einen Tag später ankündigte, den Termin des Challenge Bahrain um zwei Wochen vorzuziehen.
Im Oktober folgte dann die Absage des Challenge Bahrain.
2015 akquirierte die WTC den Challenge Weymouth, unveränderter Race-Director blieb wie zuvor Alan Rose, wenngleich jetzt unter Verantwortung der WTC. Nachdem sich die WTC noch mit der Begründung, das Wachstumspotenzial sei nicht ausreichend, 2012 aus dem Ironman 70.3 Laguna Phuket zurückgezogen hatte und die Veranstaltung daraufhin unter dem Logo der Challenge Family als Challenge Laguna Phuket erfolgreich wurde, übernahm sie 2015 die Veranstaltung wieder, um sie ab 2016 unter dem neuen Namen Ironman 70.3 Thailand fortzuführen.
Nachdem die Lizenzvereinbarungen zwischen den aufgekauften Veranstaltern und der Challenge Family eine Veräußerung an die WTC ausdrücklich ausgeschlossen hatten, reichte Challenge Family im Sommer 2015 Klage gegen ihre ehemaligen Vertragspartner ein.
Die Professional Triathletes Organisation, eine Gruppe von Sportlern, plant die Übernahme der Ironman-Rechte, die bislang die Wanda Sports Group aus China hält. Die Athleten orientieren sich an den Erfolgen anderer Einzelsportarten, wie z. B. Tennis oder Golf und wollen damit mehr Selbstbestimmung.

### Ironman Pro Series
Die Rennserie der Ironman Pro Series wurde erstmals in der Saison 2024 ausgerufen und ist offen für alle Profiathleten. Insgesamt sind 20 Rennen über die Mittel- und Langdistanz von April bis Dezember Teil dieser Serie. Das erste Rennen war der Ironman 70.3 California und die Ironman 70.3 Weltmeisterschaft am 14. Dezember in Taupō schließt diese Saison ab.

Für einen Sieg gibt es jeweils 5000 Punkte bei einer Langdistanz (6000 bei der Ironman-WM) und 2500 Punkte bei einem Ironman-70.3-Rennen (3000 bei der Ironman-70.3-WM). Für jede Sekunde, die eine Person hinter dem Sieger einläuft, wird ein Punkt abgezogen – bei einem Rückstand von zwei Minuten würde man also 4880 Punkte erhalten. In die abschließende Wertung fließen die fünf besten Ergebnisse eines Profis ein (maximal jedoch von drei Langdistanz-Rennen).
Gesamtwertung 2024 (Stand: 28. Oktober 2024):

#### Männer
| Platz | Land | Athlet             | Punkte |
| ----- | ---- | ------------------ | ------ |
| 1     | GER  | Patrick Lange      | 18.623 |
| 2     | USA  | Matt Hanson        | 17.853 |
| 3     | RSA  | Bradley Weiss      | 17.350 |
| 4     | USA  | Matthew Marquardt  | 16.582 |
| 5     | ITA  | Gregory Barnaby    | 16.559 |
| 6     | DEN  | Kristian Høgenhaug | 16.291 |
| 7     | GER  | Jonas Hoffmann     | 16.217 |
| 8     | SWE  | Robert Kallin      | 16.216 |
| 9     | GER  | Paul Schuster      | 16.122 |
| 10    | BEL  | Stenn Goetstouwers | 15.481 |

#### Frauen
| Platz | Land | Athletin           | Punkte |
| ----- | ---- | ------------------ | ------ |
| 1     | USA  | Jackie Hering      | 18.093 |
| 2     | GBR  | Katrina Matthews   | 17.893 |
| 3     | DEN  | Maja Stage Nielsen | 15.593 |
| 4     | USA  | Danielle Lewis     | 15.416 |
| 5     | USA  | Alice Alberts      | 13.319 |
| 6     | NED  | Lotte Wilms        | 13.288 |
| 7     | GER  | Daniela Bleymehl   | 12.856 |
| 8     | NZL  | Hannah Berry       | 12.674 |
| 9     | GBR  | Fenella Langridge  | 12.511 |
| 10    | NED  | Els Visser         | 12.445 |

Neben dem Preisgeld, das für alle Rennen der Serie insgesamt knapp 2,6 Millionen US-Dollar beträgt, wird am Jahresende ein zusätzlicher Bonus von 1,7 Millionen US-Dollar ausgeschüttet. Die Sieger der Serienwertung erhalten dann jeweils 200.000 US-Dollar, für Platz zehn gibt es noch 10.000 US-Dollar und auch die Ränge elf bis 50 erhalten noch eine Bonuszahlung in Höhe von je 5000 US-Dollar.

### Andere Sportarten
Durch die Übernahme der Ausdauersportsparte von Lagardère Sports im Januar 2016 gingen neben fünf Veranstaltungen der Internationalen Triathlon Union auch vier Stadtmarathons, sechs Straßenradrennen, darunter die Cyclassics Hamburg und diverse Breitensport-Events in das Portifolio von Ironman über.

## Ironman-Triathlon-Weltserien
Im Rahmen der Ironman-Triathlon-Weltserie über die Ironman- (3,862 km Schwimmen, 180,246 km Radfahren, 42,195 km Laufen) und über die Half-Ironman-Distanz (1,931 km Schwimmen, 90,123 km Radfahren, 21,98 km Laufen = zusammen 70,3 Meilen = Ironman 70.3) werden jedes Jahr die Startplätze für die Ironman World Championship vergeben.
Die Profis müssen bei bis zu fünf Rennen, unter denen mindestens ein Ironman-Rennen sein muss und höchstens drei Ironman-70.3-Rennen sein dürfen, Punkte sammeln. Der Qualifikationsmodus mit 50 Startplätzen für männliche und 35 für weibliche Profis führt dazu, dass Profi-Triathletinnen durchschnittlich 21 % mehr Wettkämpfe (im Mittel 3,4 zu 2,8) absolvieren müssen.
Bei rund einem Drittel der Qualifikations-Wettkämpfe erhält ein fünftplatzierter Profi dabei gerade noch 500 USD, was in der Regel nicht einmal seine Reisekosten deckt. Unter dem Hashtag #50womentokona startete eine Social-Media-Initiative mit einem von mehreren hundert Unterstützern unterzeichneten offenen Brief. Die Firma WTC lehnt eine paritätische Vergabe der Profi-Startplätze wegen der geringeren Anzahl weiblicher Amateure ab. Außerdem wären die 15 zusätzlichen Startplätze dann an anderer Stelle – wahrscheinlich bei den Männern – zu streichen. Gleichzeitig erhöhte die WTC aber das Gesamtstarterfeld beim Ironman Hawaii (inklusive Amateuren) von 2185 Athleten (2013) auf 2378 Athleten (2015).
Aus Deutschland kam bisher mit Thomas Hellriegel (1997), Norman Stadler (2004 und 2006), Faris Al-Sultan (2005), Sebastian Kienle (2014), Jan Frodeno (2015, 2016 und 2019) und Patrick Lange (2017, 2018 und 2024) zehn Mal der männliche Sieger des Ironman Hawaii. Die besten Platzierungen deutscher Frauen erreichten Anne Haug (Siegerin 2019), Nina Kraft (Zweite 2002 sowie Dritte 2001 und 2003) und Sandra Wallenhorst (Dritte 2008).
Der Ironman Germany in Frankfurt wird seit 2006 auch unter der Bezeichnung „Ironman European Championship“ beworben. Von seiner Erstaustragung 2012 bis 2015 lief der Ironman Melbourne auch unter dem Namen „Ironman Asia Pacific Championship“, 2016 verwendet die WTC diesen Begriff für den Ironman Cairns. 2012 nutzte die WTC für den Ironman in New York auch die Bezeichnung „Ironman US Championship“. 2013 und 2014 lief der Ironman in Mont-Tremblant auch unter der Bezeichnung „Ironman North American Championship“ und 2015 bewarb die WTC den Ironman in The Woodlands (Texas) unter dieser Bezeichnung. 2015 wurde der Ironman Brasil Florianópolis auch unter der Bezeichnung „Ironman Latin American Championship“ ausgetragen und 2016 wird er unter der Bezeichnung „Ironman South American Championship“ beworben. Seit 2015 wird der einzige Ironman in Afrika, der Ironman South Africa in Port Elizabeth, unter der Bezeichnung „Ironman African Championship“ beworben.
Das Recht der WTC auf Nutzung dieser Markenbezeichnungen, ohne dass diese im Sinne von durch einen sportlichen Verband vergebenen Meisterschaften zu sehen wären, bezieht sich auf eine Vereinbarung mit dem internationalen Dachverband ITU vom Mai 1998, worauf der CAS im April 2006 entschied, dass der WTC dieses Recht auch für weitere Veranstaltungen außer dem Ironman Hawaii zusteht.
Die meisten Startplätze für den Ironman Hawaii werden an Amateure vergeben, die bei den Qualifikationsrennen einen sogenannten „Slot“ erreichen (siehe Tabelle unten). 200 Slots wurden bis 2015 über interne Verfahren (Lotterie, viele bisherige Teilnahmen oder Ebay) vergeben. Seit Jahren stellt der deutschsprachige Raum (Deutschland, Schweiz und Österreich) nach den USA das größte Starterfeld für das Rennen in Kailua-Kona auf Hawaii.
Die Regeln bei Ironman- und Ironman-70.3-Rennen wurden ab 1. März 2015 weltweit vereinheitlicht.
Am 10. September 2023 fand die VinFast IRONMAN Weltmeisterschaft der Männer nicht wie bisher in Kailua-Kona auf Hawaii, sondern in Nizza, Frankreich statt. Dies war das erste Mal, dass die WM der Herren und Damen an unterschiedlichen Orten ausgetragen wurde.

### Aktuelle Austragungsorte
| Port Macquarie |

| Cairns |

| Busselton |

| Taupō |

| Boulder |

| Chattanooga |

| Coeur d'Alene |

| Louisville |

| Kailua-Kona |

| Lake Placid |

| Madison |

| Wilmington |

| Maryland |

| Mont-Tremblant |

| 2=Panama City |

| Tempe |

| The Woodlands |

| Windsor |

| Whistler |

| Cozumel |

| Florianópolis |

| Fortaleza |

| Los Cabos |

| Langkawi |

| Taiwan |

| Port Elizabeth |

| Bolton |

| Calella |

| Frankfurt |

| Kalmar |

| Klagenfurt |

| Hamburg |

| Lanzarote |

| Tenby |

| Weymouth |

| Bolton |

| Calella |

| Frankfurt |

| Kalmar |

| Klagenfurt |

| Hamburg |

| Kopenhagen |

| Maastricht |

| Nizza |

| Vichy |

| Tenby |

| Weymouth |

| Thun |

| Bolton |

| Calella |

| Frankfurt |

| Kalmar |

| Klagenfurt |

| Hamburg |

| Kopenhagen |

| Maastricht |

| Nizza |

| Vichy |

| Tenby |

| Weymouth |

| Thun |

| Nr. | Wettbewerb                         | Ort                     | Land                   | Teil- nehmer | Austragung             | Austragung | Qualifikations- plätze für Amateure zur Ironman WM |
| Nr. | Wettbewerb                         | Ort                     | Land                   | Teil- nehmer | nächste                | erste      | Qualifikations- plätze für Amateure zur Ironman WM |
| --- | ---------------------------------- | ----------------------- | ---------------------- | ------------ | ---------------------- | ---------- | -------------------------------------------------- |
| 01  | Ironman Argentina                  | Mar del Plata           | Argentinien            | 1265         | 2025                   | 2017       | ? 5                                                |
| 02  | Ironman Arizona                    | Tempe, Arizona          | Vereinigte Staaten     | 1700 (2023)  | 16. Nov. 2025          | 2005       | ? 5                                                |
| 03  | Ironman Australia                  | Port Macquarie          | Australien             | 1150         | 3. Mai 2026            | 2006 3     | 100                                                |
| 04  | Ironman Austria                    | Klagenfurt              | Österreich             | 3244 (2019)  | 15. Juni 2025          | 1998       | 200                                                |
| 05  | Ironman Barcelona                  | Calella                 | Spanien                | 3379 (2019)  | 5. Okt. 2025           | 2014       | ? 5                                                |
| 06  | Ironman Brasil Florianópolis       | Florianópolis           | Brasilien              | 2050         | 1. Juni 2025           | 2001 3     | 80                                                 |
| 07  | Ironman Cairns                     | Cairns                  | Australien             | 1150         | 15. Juni 2025          | 2012       | 150                                                |
| 08  | Ironman California                 | Sacramento, Kalifornien | Vereinigte Staaten     |              | 19. Okt. 2025          | 2022 3     | ? 5                                                |
| 09  | Ironman Canada                     | Ottawa                  | Kanada                 | 1650         | 3. Aug. 2025           | 1986       | ? 5                                                |
| 10  | Ironman Chattanooga                | Chattanooga, Tennessee  | Vereinigte Staaten     | 2650         | 28. Sep. 2025          | 2014       | ? 5                                                |
| 11  | Ironman Coeur d’Alene              | Coeur d'Alene, Idaho    | Vereinigte Staaten     |              | letzte Austragung 2023 | 2003       | 180                                                |
| 12  | Ironman Copenhagen                 | Kopenhagen              | Dänemark               | 3078 (2019)  | 17. Aug. 2025          | 2013       | 70                                                 |
| 13  | Ironman Des Moines                 | Des Moines              | Vereinigte Staaten     |              | letzte Austragung 2022 | 2022       | ? 5                                                |
| 14  | Ironman Florida 1                  | Panama City, Florida    | Vereinigte Staaten     | 3087 (2019)  | 1. Nov. 2025           | 1999       | ? 5                                                |
| 15  | Ironman France                     | Nizza                   | Frankreich             | 2836 (2019)  | 29. Juni 2025          | 2005 3     | 250                                                |
| 16  | Ironman Frankfurt                  | Frankfurt am Main       | Deutschland            | 3226 (2019)  | 29. Juni 2025          | 2002       | 200                                                |
| 17  | Ironman Gurye                      | Gurye                   | Südkorea               | 1550         | 28. Sep. 2025          | 2000       | ? 5                                                |
| 18  | Ironman Hamburg                    | Hamburg                 | Deutschland            | 2534 (2019)  | 1. Juni 2025           | 2017       | 230                                                |
| 19  | Ironman Hawaii                     | Kailua-Kona, Hawaii     | Vereinigte Staaten     | 2500         | 11. Okt. 2025 4        | 1978       | ? 2 5                                              |
| 19a | Ironman World Championship         | Kailua-Kona, Hawaii     | Vereinigte Staaten     | 2500         | 11. Okt. 2025 4        | 1978       | ? 2 5                                              |
| 20  | Ironman Ireland                    | Cork                    | Irland                 | 000–         | 2025                   | 2019       | 70                                                 |
| 21  | Ironman Israel                     | Tiberias                | Israel                 | 0838 (2022)  | 2025                   | 2022       | ? 5                                                |
| 22  | Ironman Italy                      | Cervia                  | Italien                | 2650         | 20. Sep. 2025          | 2017       | ? 5                                                |
| 23  | Ironman Kalmar                     | Kalmar                  | Schweden               | 2450         | 16. Aug. 2025          | 2012       | 95                                                 |
| 24  | Ironman Kazakhstan                 | Astana                  | Kasachstan             |              |                        | 2022       | 75                                                 |
| 25  | Ironman Lake Placid 1              | Lake Placid, New York   | Vereinigte Staaten     | 2935 (2019)  | 20. Juli 2025          | 1999       | 165                                                |
| 26  | Ironman Lanzarote                  | Lanzarote               | Spanien                | 1650 (2019)  | 17. Mai 2025           | 1992       | 75                                                 |
| 27  | Ironman Les Sables d’Olonne-Vendée | Les Sables-d’Olonne     | Frankreich             |              | 22. Juni 2025          | 2025       |                                                    |
| 28  | Ironman Malaysia                   | Langkawi                | Malaysia               | 1265 (2019)  | 1. Nov. 2025           | 2000       | ? 5                                                |
| 29  | Ironman Maryland                   | Cambridge, Maryland     | Vereinigte Staaten     | 2238 (2019)  | 20. Sep. 2025          | 2014       | ? 5                                                |
| 30  | Ironman Mexico                     | Cozumel                 | Mexiko                 | 2300         | 23. Nov. 2025          | 2009       | ? 5                                                |
| 31  | Ironman New Zealand                | Taupō                   | Neuseeland             | 1393 (2020)  | 7. März 2026           | 1999 3     | 100                                                |
| 32  | Ironman Philippines                | Subic-Bucht             | Philippinen            |              | 2025                   | 2018       | 75                                                 |
| 33  | Ironman Portugal                   | Cascais                 | Portugal               |              | 18. Okt. 2025          | 2021       | ? 5                                                |
| 34  | Ironman South Africa               | Port Elizabeth          | Südafrika              | 1987 (2019)  | 19. Apr. 2026          | 2004 3     | 140                                                |
| 35  | Ironman Switzerland                | Thun                    | Schweiz                | 1963 (2019)  | 24. Aug. 2025          | 1996       | 110                                                |
| 36  | Ironman Tallinn                    | Tallinn, Estland        | Estland                | 0910 (2019)  | 23. Aug. 2025          | 2018       | 40                                                 |
| 37  | Ironman Texas                      | The Woodlands, Texas    | Vereinigte Staaten     | 3132 (2019)  | 18. Apr. 2026          | 2011       | 200                                                |
| 38  | Ironman Tulsa                      | Tulsa                   | Vereinigte Staaten     |              |                        | 2021       | 70                                                 |
| 39  | Ironman Vitoria-Gasteiz            | Vitoria-Gasteiz         | Spanien                | 1887 (2019)  | 13. Juli 2025          | 2019       | 150                                                |
| 40  | Ironman Wales                      | Tenby                   | Vereinigtes Königreich | 2278 (2019)  | 23. Sep. 2025          | 2011       | ? 5                                                |
| 41  | Ironman Western Australia          | Busselton               | Australien             | 1401 (2019)  | 7. Dez. 2025           | 2004       | ? 5                                                |
| 42  | Ironman Wisconsin 1                | Madison, Wisconsin      | Vereinigte Staaten     | 2461 (2019)  | 7. Sep. 2025           | 2002       | ? 5                                                |

| Ironman World Championship | European Championship | African Championship | The Americas Championship | Asia Pacific Championship | Middle East Championship |

### Ehemalige Austragungsorte
Die folgende Tabelle enthält die Namen der Veranstaltungen, die aus unterschiedlichen Gründen weder am ursprünglichen Austragungsort noch an einem anderen fortgeführt wurden. Daneben gibt es eine Vielzahl von Veranstaltungen, die direkt von der WTC oder einem Lizenzpartner organisiert wurden und später (u. U. von anderen Veranstaltern unter Lizenz der WTC) an einem anderen Ort unter einem zuvor bereits verwendeten Namen fortgeführt wurden.
- So wurde der Ironman New Zealand bis 1998 durch Air New Zealand in Auckland, ab 1999 unter gleichem Namen durch IMG in Taupō veranstaltet.
- Der Ironman Japan fand bis 1997 am Biwa-See, von 2001 bis 2009 unter neuem Veranstalter 950 km westlich in Gotō und ab 2013 wieder unter neuem Veranstalter 2200 km östlich in Tōyako bzw. am Tōya-See statt.
- 2002 fand der Ironman Korea in Sokcho, ab 2003 600 km südlich in Seogwipo statt.
- Bis 2000 fand der Ironman Brasil in Porto Seguro, ab 2001 rund 2200 km südlich in Florianópolis statt.
- Der Ironman South Africa wurde bis 2001 durch EventPro in Kapstadt, ab 2004 durch Triangle 800 km östlich in Port Elizabeth veranstaltet.
- Bis 2004 fand der Triathlon in Gérardmer in den Vogesen unter dem Namen Ironman France statt, seither läuft der rund 800 km südlich als „Triathlon International de Nice“ bekannte älteste Langdistanz-Triathlon Europas unter diesem Namen.
- Bis 2005 fand in Forster der Ironman Australia statt, im Folgejahr wurde weiter südlich in Port Macquarie eine neue Veranstaltung unter dem Namen der bisherigen ins Leben gerufen.
- Bis 2002 fand der erste Hawaii-Qualifier Großbritanniens unter dem Markennamen „Ironman“ im walisischen Llanberis, dann 380 km südlich in Sherborne statt, bis 2009 dann 400 km nördlich eine neue Veranstaltung unter gleichem Namen in Bolton startete.
- Nachdem der älteste nordamerikanische Hawaii-Qualifier in Penticton 2013 nach dem Kauf des bisherigen Veranstalters durch die WTC den zuvor bestehenden Vertrag nicht hatte fortsetzen wollen, initiierte die WTC eine neue Veranstaltung 500 km westlich unter Nutzung des bisherigen Namens Ironman Canada.

| Wettbewerb                 | Veranstaltungsort    | Land                   | Austragung | Austragung | Bemerkung |
| Wettbewerb                 | Veranstaltungsort    | Land                   | erste      | letzte     | Bemerkung |
| -------------------------- | -------------------- | ---------------------- | ---------- | ---------- | --- |
| Ironman Asia               | Seogwipo             | Südkorea               | 2000       | 2001       | 2002 fand 400 km südöstlich der Ironman Japan und 600 nördlich von Seogwipo der Ironman Korea statt. Ab 2003 wurde diese Veranstaltung in Seogwipo unter dem Namen Ironman Korea fortgeführt. |
| Ironman Boulder 1          | Boulder              | Vereinigte Staaten     | 2014       | 2019       | |
| Ironman California         | Camp Pendelton (CA)  | Vereinigte Staaten     | 2000       | 2001       | |
| Ironman China              | Haikou               | Volksrepublik China    | 2008       | 2010       | Eine angekündigte Austragung in Jixian 2011 fand nie statt. |
| Ironman Europe             | Roth                 | Deutschland            | 1988       | 2001       | Der Lizenzvertrag lief 2001 aus, die Veranstaltung wurde unter dem Namen „Challenge Roth“ fortgeführt. |
| Ironman Brasil Fortaleza   | Fortaleza            | Brasilien              | 2014       | 2016       | Nach drei Austragungen wurde für 2017 keine weitere Austragung mehr angekündigt. |
| Ironman Finland            | Kuopio-Tahko         | Finnland               | 2020       | 2022       | Nach zwei Austragungen wurde für 2023 keine weitere Austragung mehr angekündigt. |
| Ironman Gdynia             | Gdynia               | Polen                  | 2021       | 2023       | Nach drei Austragungen wurde für 2024 keine weitere Austragung mehr angekündigt. |
| Ironman Haugesund          | Haugesund            | Norwegen               | 2018       | 2019       | |
| Ironman Japan              | Lake Biwa            | Japan                  | 1985       | 1997       | Nach einem Taifun bei der letzten Ausrichtung 1997 fand die Veranstaltung in den Folgejahren nicht mehr statt. |
| Ironman Japan              | Gotō                 | Japan                  | 2001       | 2009       | Nachdem der zuvor 950 km östlich am Lake Biwa veranstaltete Ironman Japan nicht mehr stattgefunden hatte, fand in Gotō eine Veranstaltung gleichen Namens statt. Die zehnte Austragung wurde wegen Infektionsgefahr zwei Wochen vor dem geplanten Termin abgesagt, seither findet die Veranstaltung ohne das Markenzeichen Ironman im Veranstaltungsnamen statt. |
| Ironman Japan              | Tōyako               | Japan                  | 2013       | 2015       | |
| Ironman Korea              | Seogwipo             | Südkorea               | 2000       | 2011       | Nach einer Pause von 2008 bis 2010 wurde der Ironman Korea zuletzt 2011 ausgetragen, seither findet die Veranstaltung ohne das Markenzeichen Ironman im Veranstaltungsnamen statt. |
| Ironman Korea              | Sokcho               | Südkorea               | 2002       | 2002       | Ab 2003 fand eine Veranstaltung gleichen Namens 600 km südlich in Seogwipo statt, wo zuvor bereits 2000 und 2001 der Ironman Asia stattfand. |
| Ironman Lake Tahoe         | Lake Tahoe (CA)      | Vereinigte Staaten     | 2013       | 2015       | 2015 zunächst als reiner Amateurwettkampf durchgeführt, für 2016 ist keine Verlängerung mehr angekündigt worden. |
| Ironman Los Cabos          | Los Cabos            | Mexiko                 | 2013       | 2017       | Das Rennen wurde nach fünf Austragungen – zuletzt drei Mal als reiner Age-Group-Bewerb – für 2018 nicht mehr verlängert. |
| Ironman Louisville         | Louisville, Kentucky | Vereinigte Staaten     | 2007       | 2019       | Die letzte Austragung war hier 2019. |
| Ironman Maastricht-Limburg | Maastricht           | Niederlande            | 2015       | 2018       | Die letzte Austragung war hier 2018. |
| Ironman Malaysia           | Langkawi             | Malaysia               | 2001       | 2016       | Die letzte Austragung war hier im November 2016. |
| Ironman Mallorca           | Alcúdia              | Spanien                | 2014       | 2016       | Das Rennen wurde nach drei Austragungen im Jahr 2017 nicht mehr in den Rennkalender aufgenommen. Es fand aber am 16.10.2021 wieder statt. |
| Ironman Melbourne          | Melbourne            | Australien             | 2012       | 2015       | Für 2016 ist keine Verlängerung mehr angekündigt worden. |
| Ironman Mont-Tremblant     | Mont-Tremblant       | Kanada                 | 2012       | 2023       | |
| Ironman Muskoka            | Muskoka              | Kanada                 | 2015       | 2015       | Nur einmalig 2015 ausgetragen |
| Ironman New York           | New York City        | Vereinigte Staaten     | 2012       | 2012       | Für 2013 ist keine Verlängerung mehr angekündigt worden. |
| Ironman North Carolina     | Wilmington           | Vereinigte Staaten     | 2016       | 2016       | Für 2017 ist keine Verlängerung mehr angekündigt worden. |
| Ironman Regensburg         | Regensburg           | Deutschland            | 2010       | 2012       | Nachdem sich die Beteiligten 2013 auf keinen gemeinsamen Termin hatten einigen können, erteilte der Veranstalter 2014 aus finanziellen Gründen der erneuten Durchführung eine endgültige Absage. Am 14. August 2016 erfolgte die Fortsetzung unter dem Namen Challenge Regensburg mit überwiegend gleichen Strecken, aber anderem Organisationsteam.             |
| Ironman Santa Rosa         | Santa Rosa           | Vereinigte Staaten     | 2016       | 2019       | |
| Ironman St. George         | St. George, Utah     | Vereinigte Staaten     | 2010       | 2022       | Für 2013 wurde keine Austragung mehr angekündigt. 2022 gab es hier nochmals eine Austragung. |
| Ironman Taiwan             | Kenting              | Taiwan                 | 2015       | 2022       | Für 2013 wurde keine Austragung mehr angekündigt. |
| Ironman UK                 | Bolton               | Vereinigtes Königreich | 2008       | 2023       | Die letzte Austragung war hier 2023. |
| Ironman Utah               | Provo, Utah          | Vereinigte Staaten     | 2002       | 2002       | Bei der Premiere am 10. Juni 2002 musste das Schwimmen wegen Sturms abgebrochen werden und der Wettkampf auf einem verkürzten Kurs als Duathlon ausgetragen werden. |
| Ironman Vichy              | Vichy                | Frankreich             | 2015       | 2023       | |
| Ironman Weymouth           | Weymouth             | Vereinigtes Königreich | 2016       | 2016       | Für 2017 ist keine Verlängerung mehr angekündigt worden. |

Außerdem gibt es zahlreiche Triathlonwettkämpfe, bei denen eine Qualifikation für den Ironman Hawaii möglich war, ohne dass diese das Markenzeichen „Ironman“ im Veranstaltungsnamen nutzten.
Hierzu gehörten der „St. Anthony’s Triathlon“ in Saint Petersburg, der „Wildflower Long Course Triathlon“ am Lake San Antonio, der „Gulf Coast Triathlon“ in Panama City, der „Memphis in May Triathlon“ in Millington (Tennessee), der „Keauhou Kona Triathlon“ in Kailua-Kona, der „Blackwater EagleMan Triathlon“ in Cambridge (Maryland), der „Springfield Iron Horse Triathlon“ in Springfield (Illinois), der „Buffalo Springs Lake Triathlon“ in Lubbock (Texas), der „Desert Sun Half Iron Triathlon“ in Grand Junction (Colorado), der „Vineman Triathlon“ und der „Half Vineman Triathlon“ in Santa Rosa (Kalifornien), „The Triathlon“ in Allentown (Pennsylvania), das „New England Triathlon Festival“ im Sunapee State Park (New Hampshire), der „Mrs. T’s Chicago Triathlon“ in Chicago und der „Muskoka Triathlon“ in Huntsville (Ontario).

## Bestzeiten
Weltrekorde werden im Triathlon wegen der Variabilität der Streckenprofile generell nicht geführt, auch gibt es keine obligatorische offizielle Vermessung der Wettkampfdistanzen. Selbst die Laufstrecken der großen Langstreckenrennen werden nicht mit dem Jones-Counter vermessen. Daher sind die folgenden Bestzeiten immer mit einer Unsicherheit über die Streckenlängen einzuschätzen.
Generell sind verschiedene Strecken auch bei gleicher Streckenlänge nur schwer vergleichbar, da lokale Gegebenheiten wie Klima, Winde, (Meeres)strömung und das Höhenprofil weit stärkeren Einfluss haben können. So gelten die Strecken auf Hawaii und Lanzarote als sehr anspruchsvoll, was auch an den dortigen Bestzeiten abzulesen ist. Diese liegen trotz hoher Leistungsdichte der Athleten stets über den Bestzeiten auf den kontinentalen Strecken.

## Ironman Hall of Fame
Die World Triathlon Corporation ehrt seit 1993 Personen, die einen außergewöhnlichen Beitrag für das Wachstum der Ironman-Ausdauersportserie geleistet haben.
Diese Ehrungen werden jährlich im Oktober im Rahmen der Ironman World Championship auf Hawaii vergeben.
- 1993 – Dave Scott
- 1994 – Julie Moss
- 1995 – Scott Tinley
- 1996 – Paula Newby-Fraser
- 1997 – Mark Allen
- 1998 – John und Judy Collins (Initiatoren des Ironman Hawaii 1978)
- 1999 – Valerie Silk (Organisatorin des Ironman Hawaii von 1980 bis 1989)
- 2000 – Tom Warren
- 2001 – Bob Laird (seit 1981 verantwortlich für die medizinische Versorgung)
- 2002 – Bob Babbitt
- 2003 – John MacLean, Gordon Haller (Sieger der Erstaustragung des Ironman Hawaii, 1978) und Lyn Lemaire (erste weibliche Siegerin, 1979)
- 2004 – Greg Welch
- 2005 – Jim Maclaren (verlor 1985 nach einem Verkehrsunfall ein Bein, nahm später erneut an zahlreichen Triathlons teil und wurde während eines Wettkampfes 1993 von einem LKW erfasst, woraufhin er querschnittsgelähmt blieb; ein anschließend von Bob Babbitt u. a. initiierter Benefiz-Triathlon in San Diego führte zur Gründung der Challenged Athletes Foundation)
- 2008 – Rick und Dick Hoyt
- 2011 – Mike Reilly (seit 1989 Moderator vor Ort beim Ironman Hawaii)[102]
- 2012 – Graham Fraser (Veranstalter des Ironman Canada von 1996 bis 2012 sowie bis 2008 von Ironman Lake Placid, Ironman Florida, Ironman Utah, Ironman Wisconsin, Ironman Coeur d’Alene, Ironman Arizona, Ironman Louisville und außerdem Ironman California (2001) und Ironman Utah (2001–2003))[103]
- 2013 – Peter Henning (verantwortlich als Filmproduzent und Kameramann für die Webstreams von ironmanlive.com ab 2000 und 16-facher Gewinner des Emmy-Awards)[104]
- 2014 – Georg Hochegger, Helge Lorenz und Stefan Petschnig (Gründertrio des Ironman Austria; als erste Europäer)[105]
- 2015 – Lori Bowden und Heather Fuhr[106]
- 2016 – Peter Reid und Lew Friedland (Präsident von 1998 bis 2004)[107]
- 2017 – Chrissie Wellington[108]
- 2018 – Erin Baker und Scott Molina[109]
- 2019 – Michellie Jones, Tim DeBoom, Kenneth Gasque und Jan War[110]
- 2021 – Natascha Badmann und Carlos Moleda